# Capitolio de Toulouse

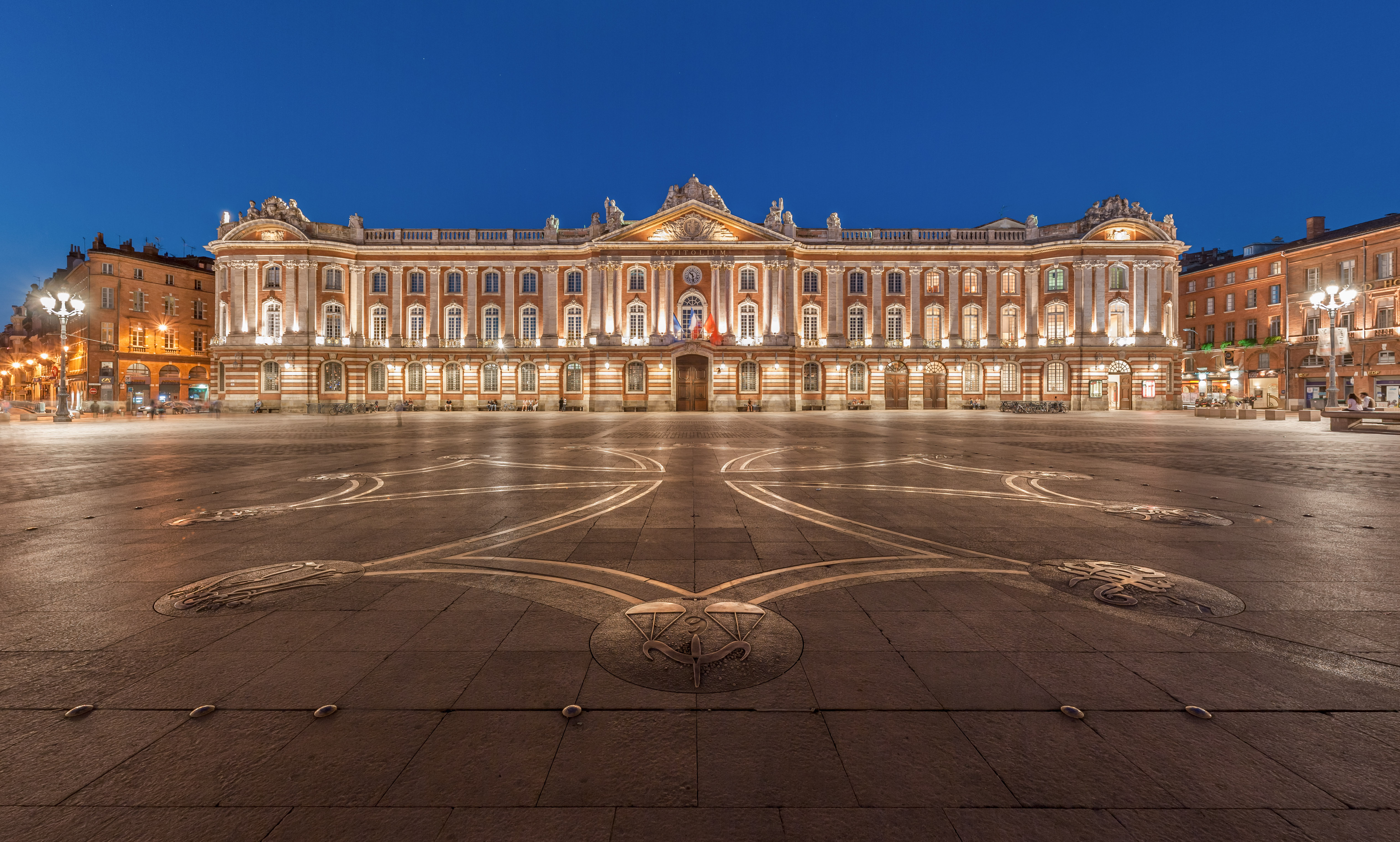
Exterior del ayuntamiento, en la place du Capitole.

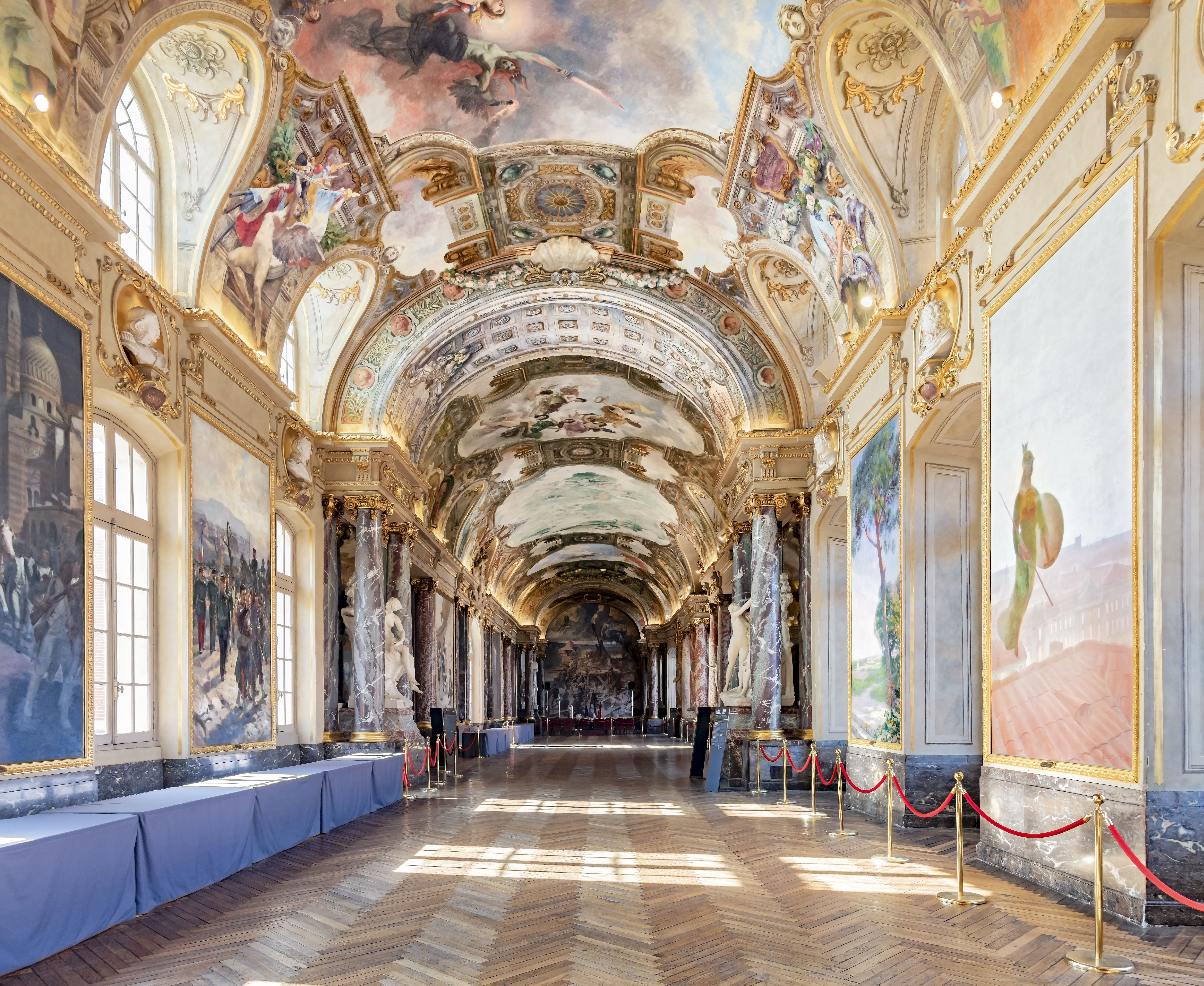
Interior del ayuntamiento.

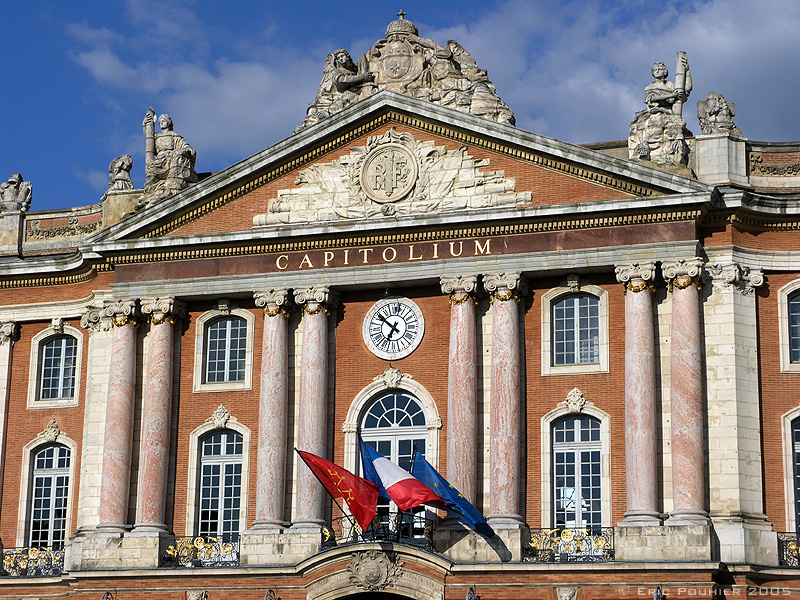
Balcón principal del Capitole.

El edificio del Capitolio (Capitole en francés) es la sede del ayuntamiento de Toulouse. Su construcción fue iniciada por las autoridades locales de la ciudad en 1190 con el objetivo de establecer una sede para el poder municipal y legislativo.

## Historia
El nombre del edificio hace referencia al antiguo templo que los romanos habían dedicado a Júpiter sobre el monte Capitolino. Pero sirve sobre todo de homenaje a quienes ordenaron su construcción, los Capitouls o miembros del capítulo (o consejo) municipal (en Latín capitolum).
La primera sede del Capitolio se encontraba en lo que actualmente es la calle de la Fayette (a la altura de la poste). Posteriormente se fueron añadiendo edificios nuevos y tirando otros, de los que el más antiguo que se conserva es el donjon, torre de 1525, antigua mazmorra y sede de los archivos municipales (actualmente oficina de turismo).
La fachada actual fue construida en 1750 bajo las órdenes del arquitecto Guillaume Cammas. Las ocho columnas de mármol que la adornan simbolizan los ocho primeros cónsules o capitouls, encargados en aquel tiempo de dirigir cada uno de los ocho distritos en que se dividía la ciudad. El objetivo de la obra era ocultar y en la medida de lo posible armonizar el conjunto heteróclito de edificios administrativos que componían el ayuntamiento.
Para poder realizar esta obra y la plaza anexa frente a la que se yergue los capitouls debieron pedir permiso al rey Luis XIV que se lo concedió bajo la condición de que le dedicaran una estatua ecuestre en la misma. La Place Royale tal y como Louis XIV la concibió nunca llegó a ver la luz, ya que sus obras terminaron en 1792 (por supuesto sin estatua) y su nombre oficial sufrió sucesivos cambios hasta el actual de Place du Capitole.
El interior del edificio alberga el patio de Henri IV, con abundantes bustos y placas, incluida la que conmemora la decapitación en ese mismo lugar en 1632 del duque de Montmorency, enemigo del Cardenal Richelieu y autor del último intento de independencia del Languedoc.
En el interior del Capitole se encuentra abierta al público la Sala de los Ilustres, con sus magníficos frescos y donde se pueden contemplar los bustos de los personajes célebres locales así como obras de artistas tolosanos de los siglos XIX y comienzos del XX.
En la actualidad el Capitolio no sólo designa a la casa consistorial y su plaza, sino que da también nombre a la Orquesta Nacional del Capitolio de Toulouse (con sede en el Halle aux Grains) y al Teatro del Capitolio de Toulouse, cuya sede alberga y que es según el diario Le Monde el segundo de Francia.

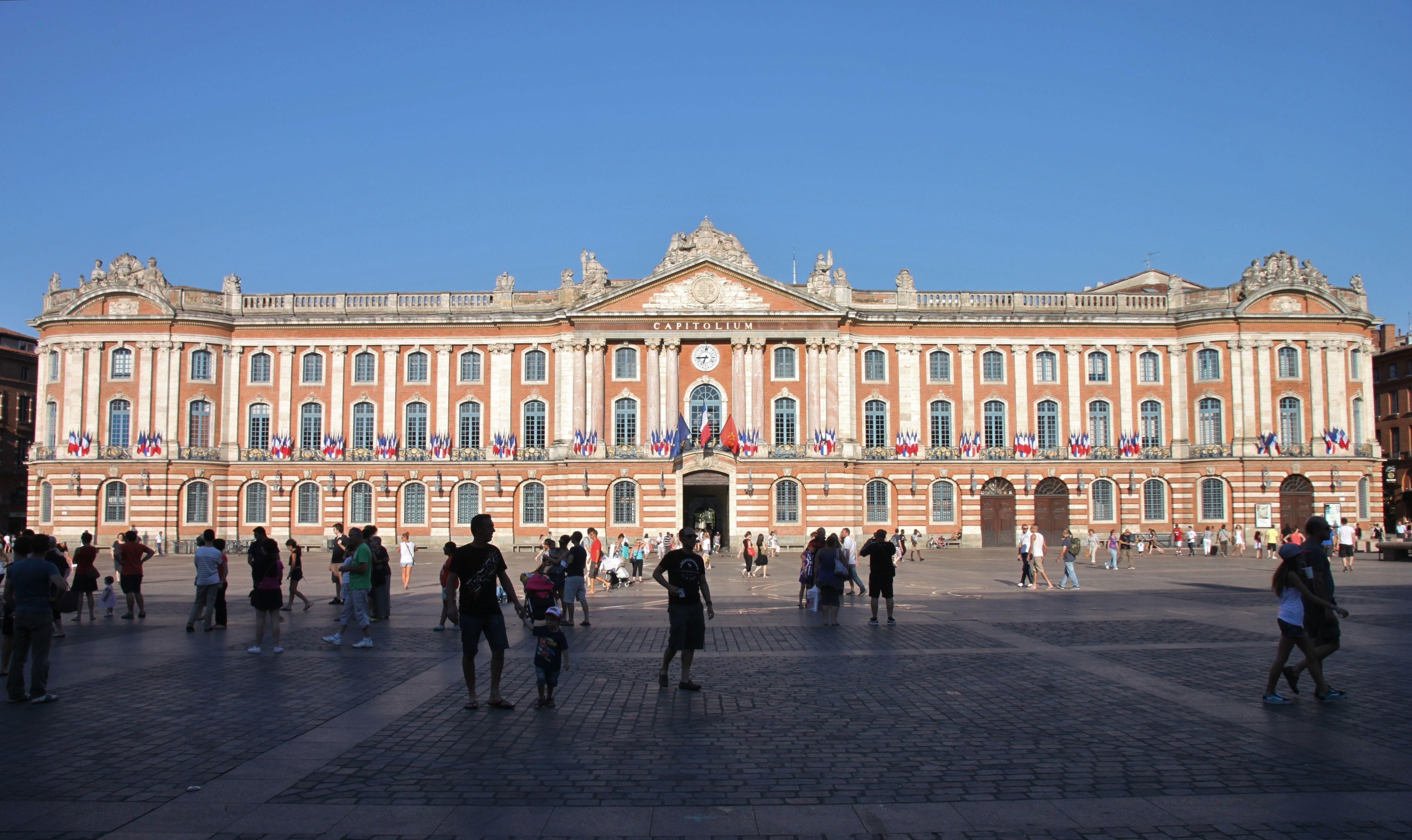
La fachada.
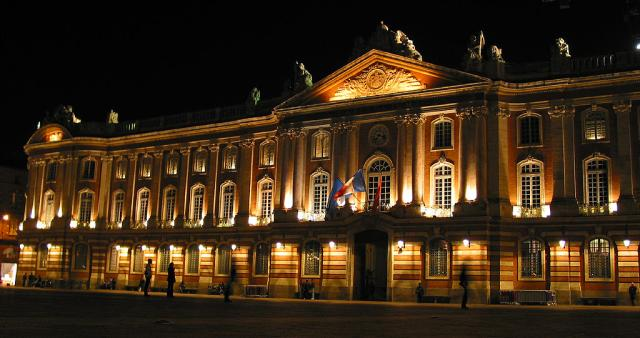
La fachada de noche.
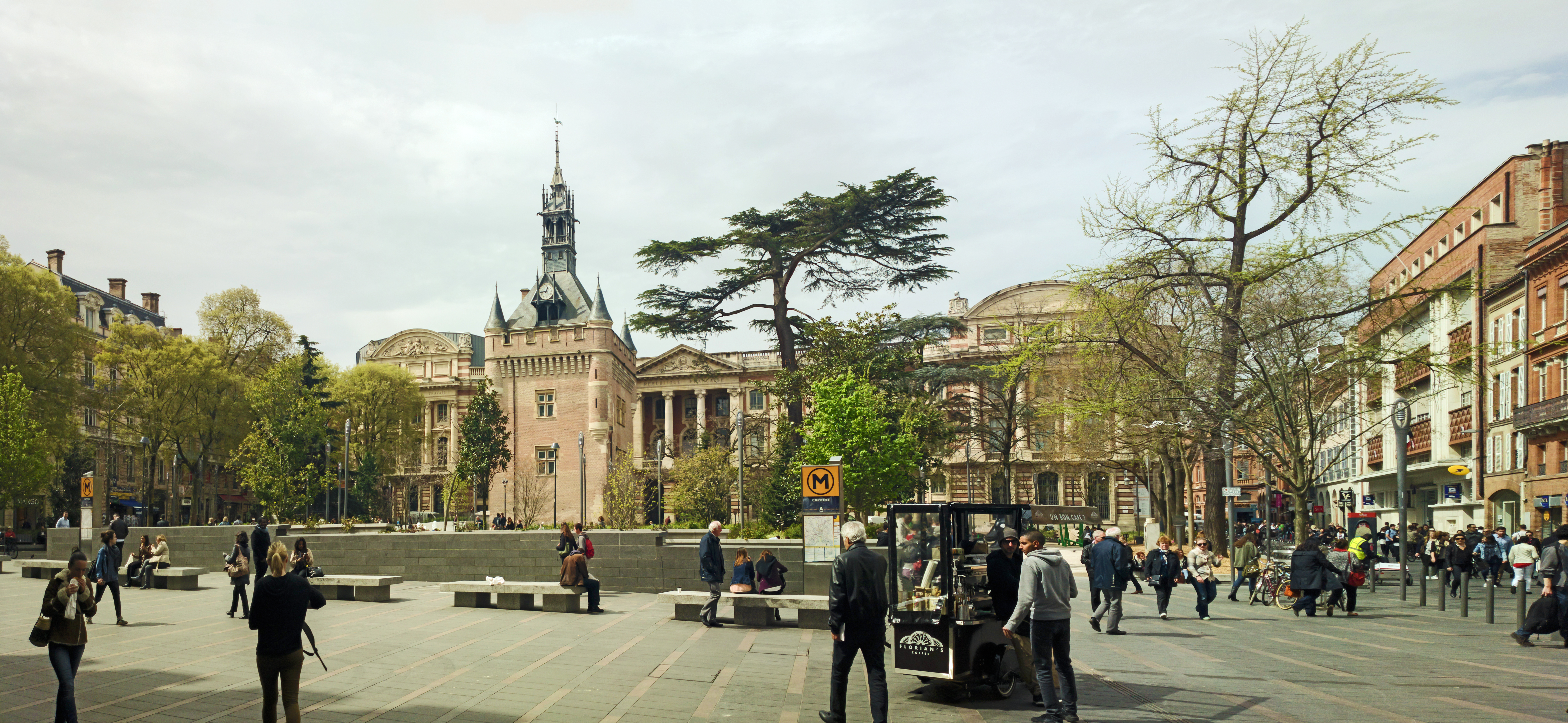
La contraportada.
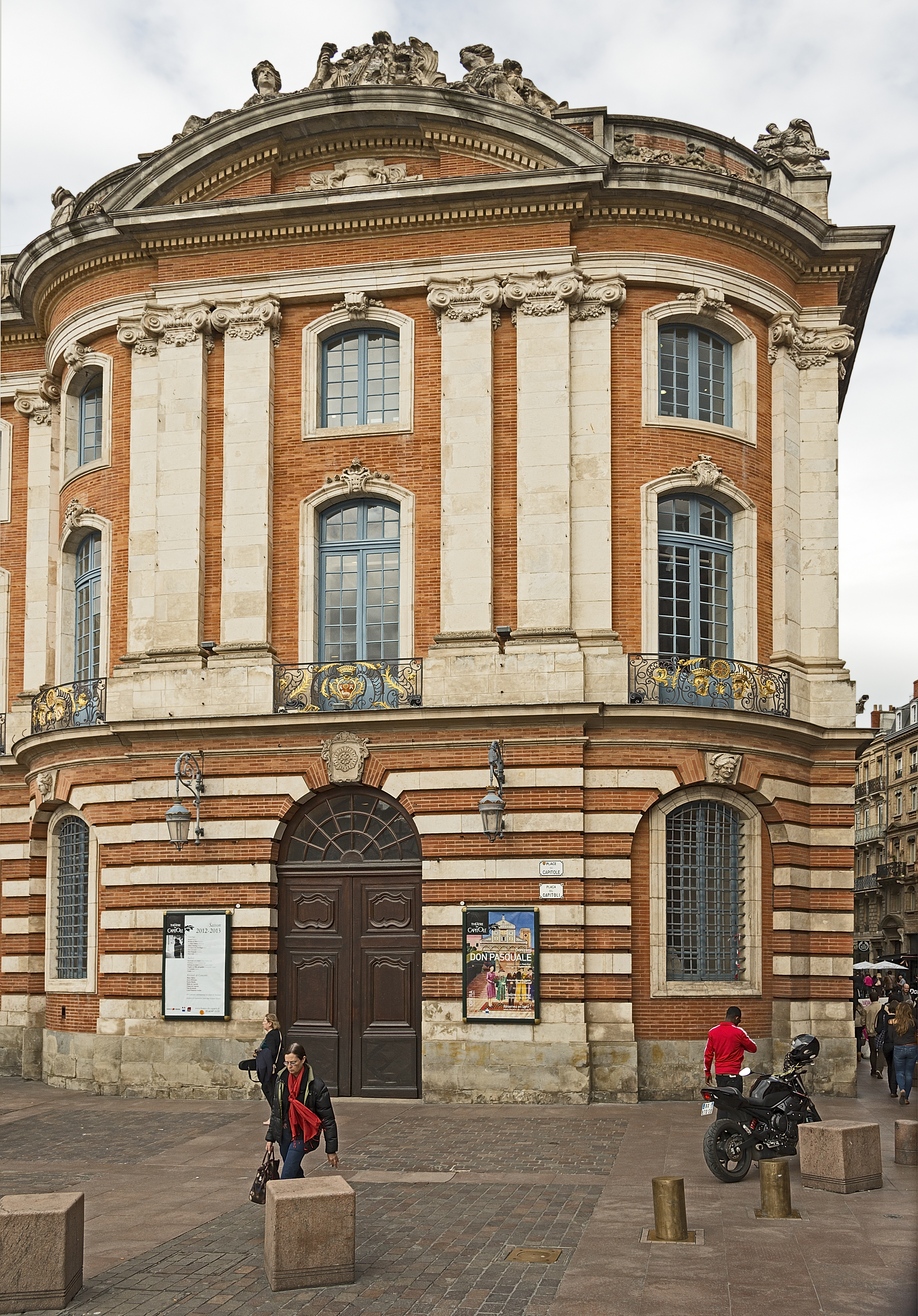
Entrada del teatro.
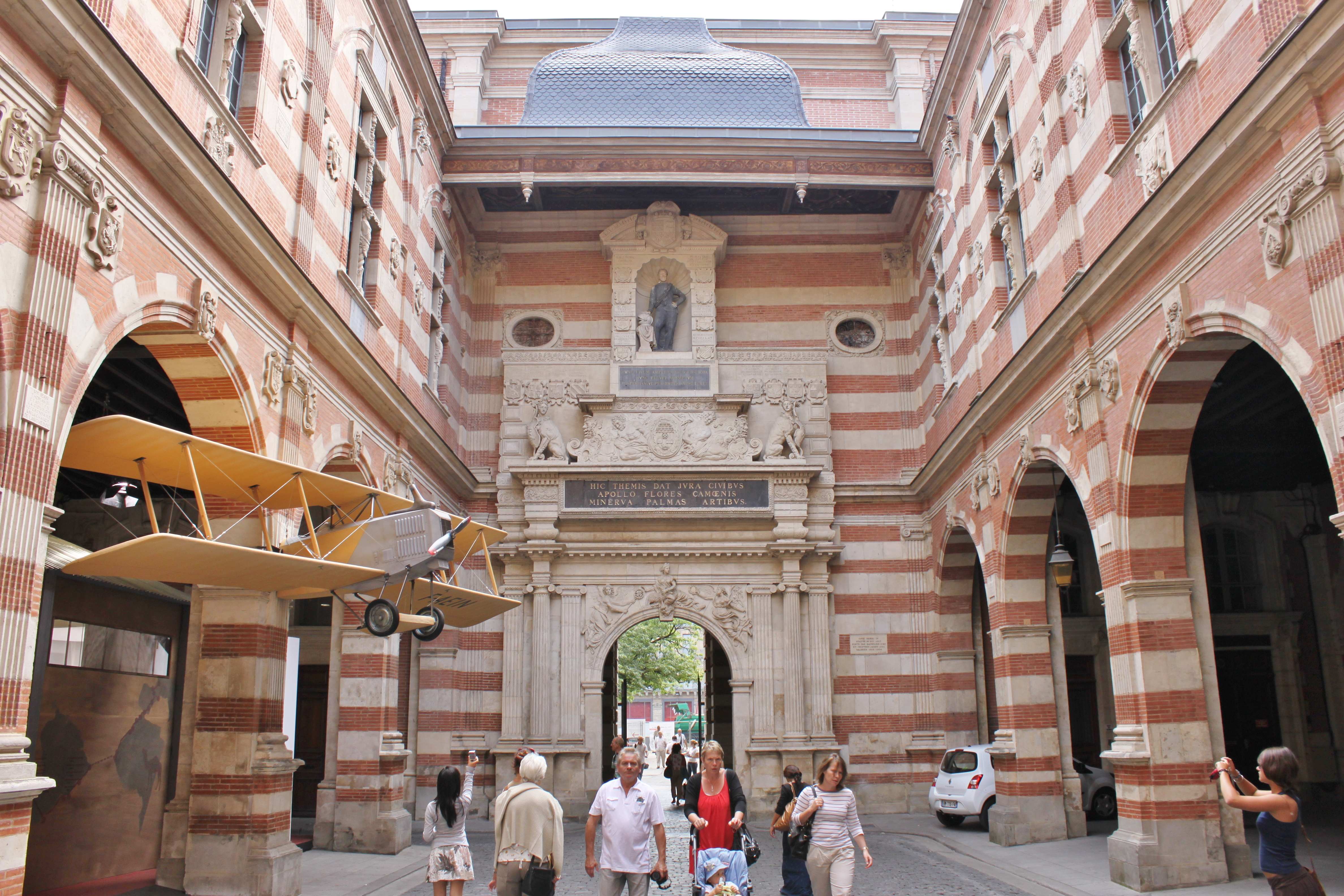
Después del Donjon, el patio es la parte más antigua del edificio (1602-1609).
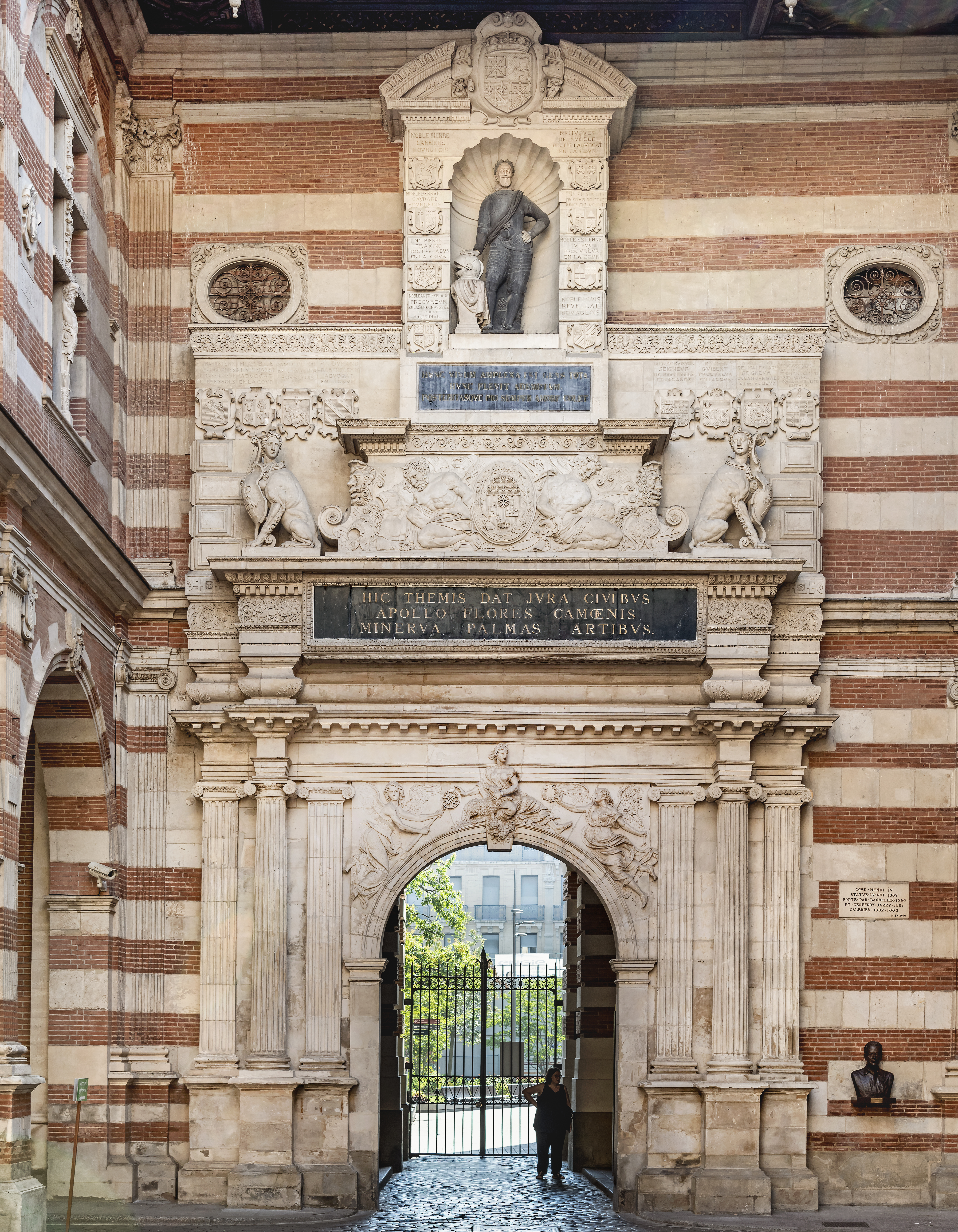
Puerta triunfal renacentista en el patio.
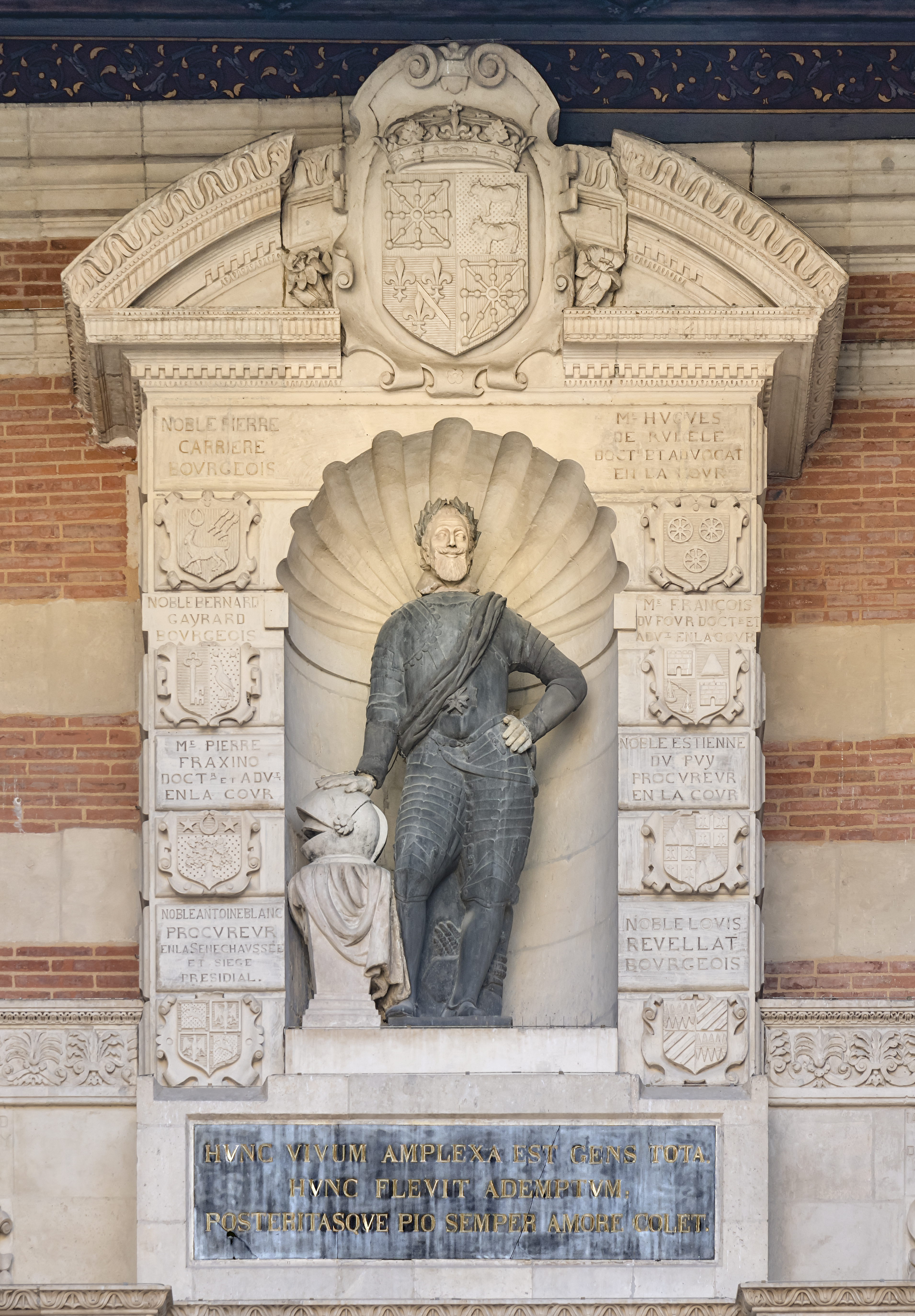
Estatua de mármol del rey Enrique IV (1607).

## La torre Mayor (Donjon)
El Donjon, antiguamente una torre de archivos, albergaba también una sala en la planta baja donde se reunían los capitouls (cónsules de la ciudad). Es el edificio más antiguo que se conserva en el Capitolio (1525-1530, salvo el tejado rehecho por Viollet-le-Duc en el siglo XIX).
Sobrevivió a la reforma masiva de 1750 que acabó con casi toda la parte medieval del Capitolio y fue modificado en 1873 por el arquitecto y restaurador Eugène Viollet-le-Duc que hizo construir sobre él un campanario al estilo típico del norte de Francia.
Es famoso entre otras cosas porque en él fue encerrado y torturado el comerciante local Jean Calas. Juzgado en el 1762 por ocultar supuestas pruebas de suicidio en la muerte de su hijo para evitar la deshonra y al que el parlamento tolosano condenó a morir en suplicio público. Este suceso que escondía las tensiones religiosas en la Francia de la época, ya que Calas era protestante y David de Beaudrigue, el capitoul que le acusó, católico, fue posteriormente reabierto por Voltaire que en 1765 consiguió la declaración de inocencia de Calas y la rehabilitación de su memoria.

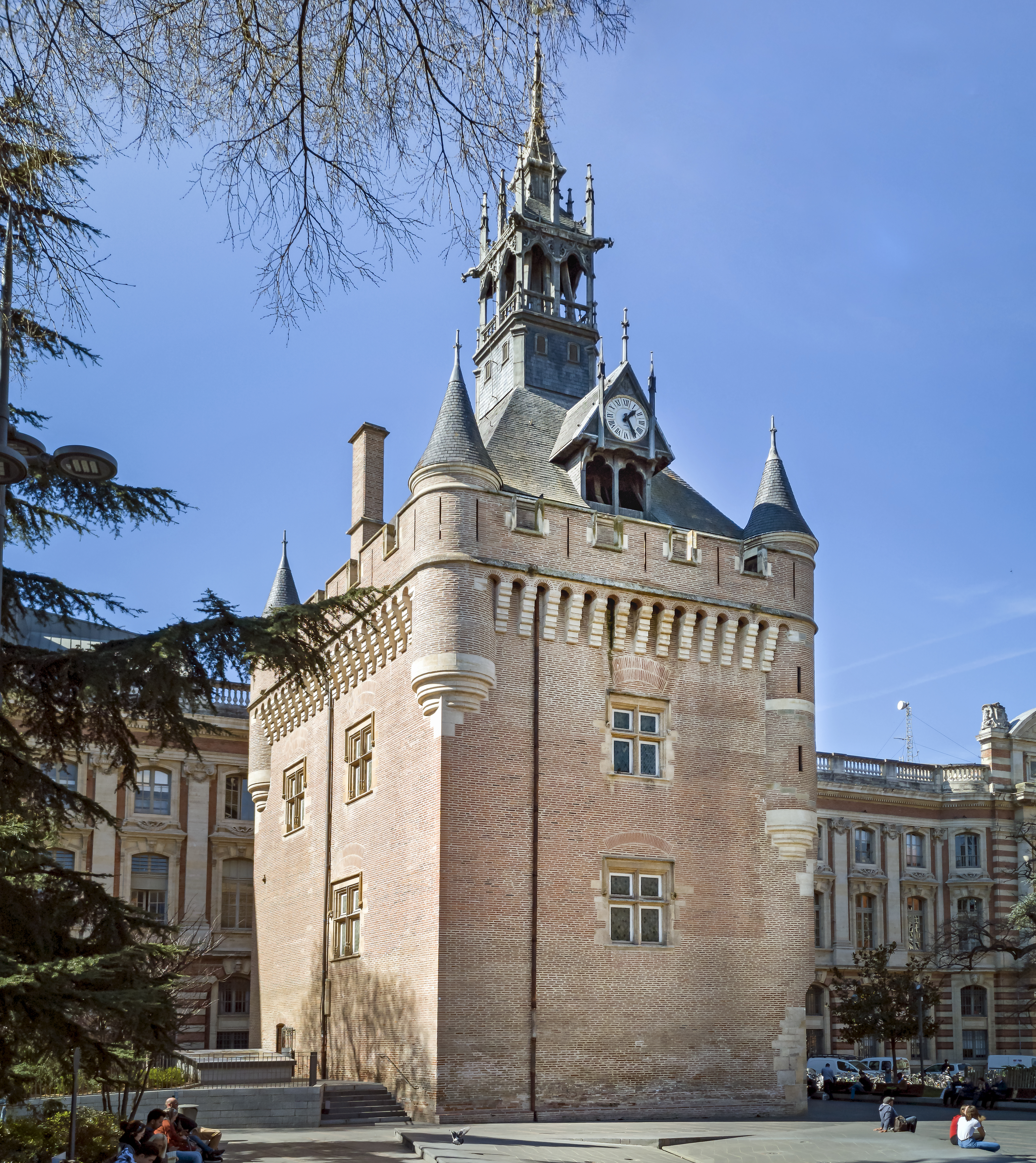
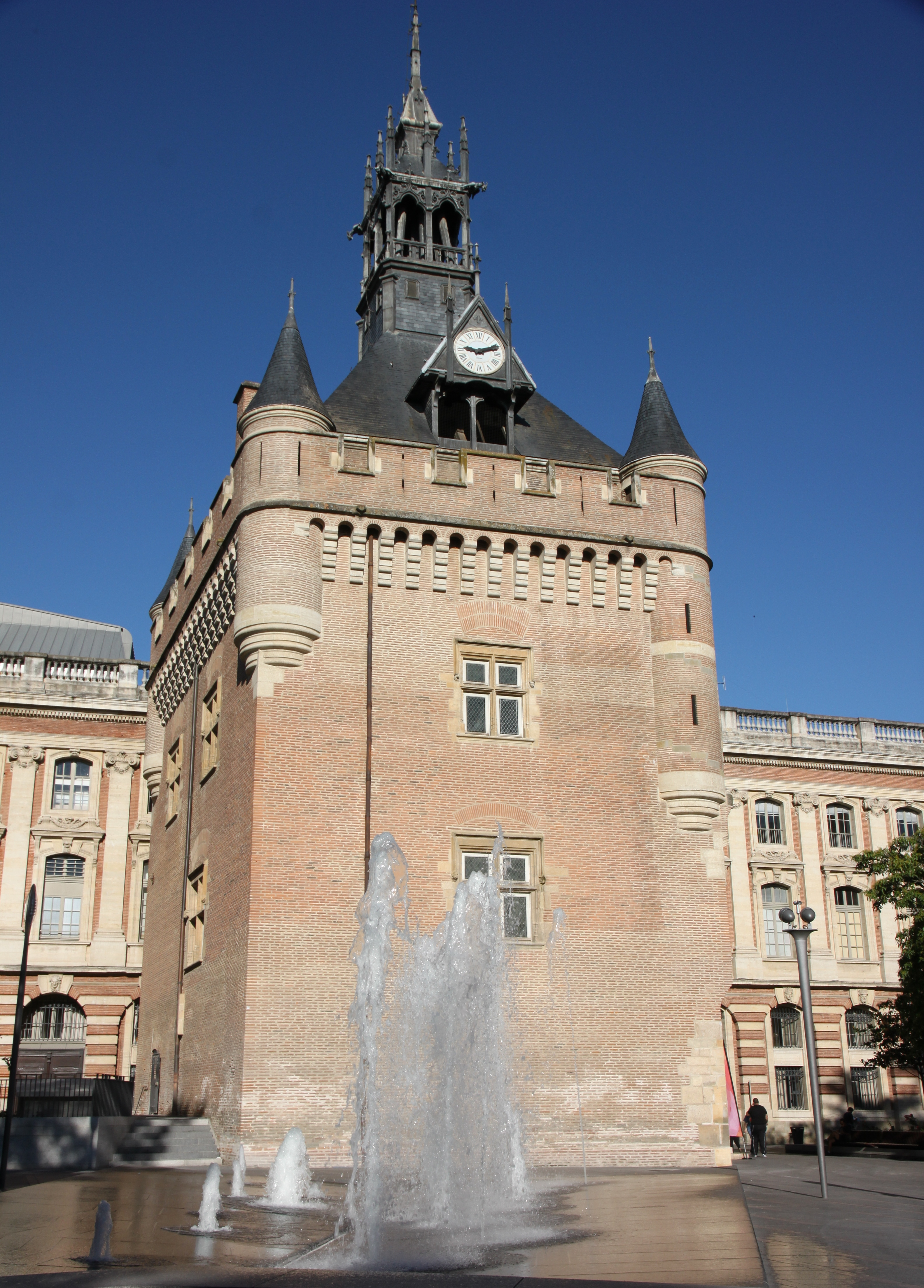
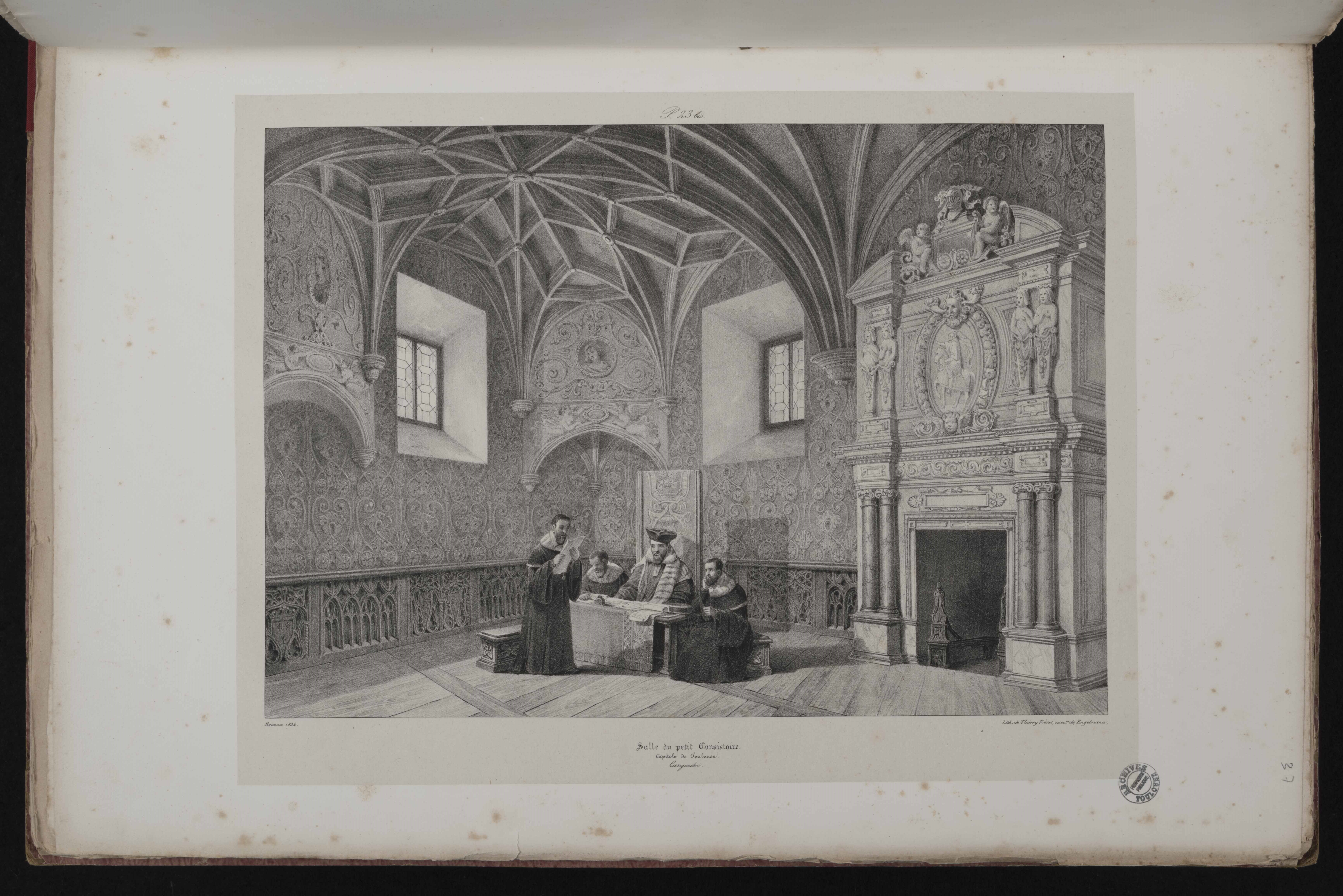
El interior del Petit Consistoire (la sala donde se reunían los capitouls) tal y como era.
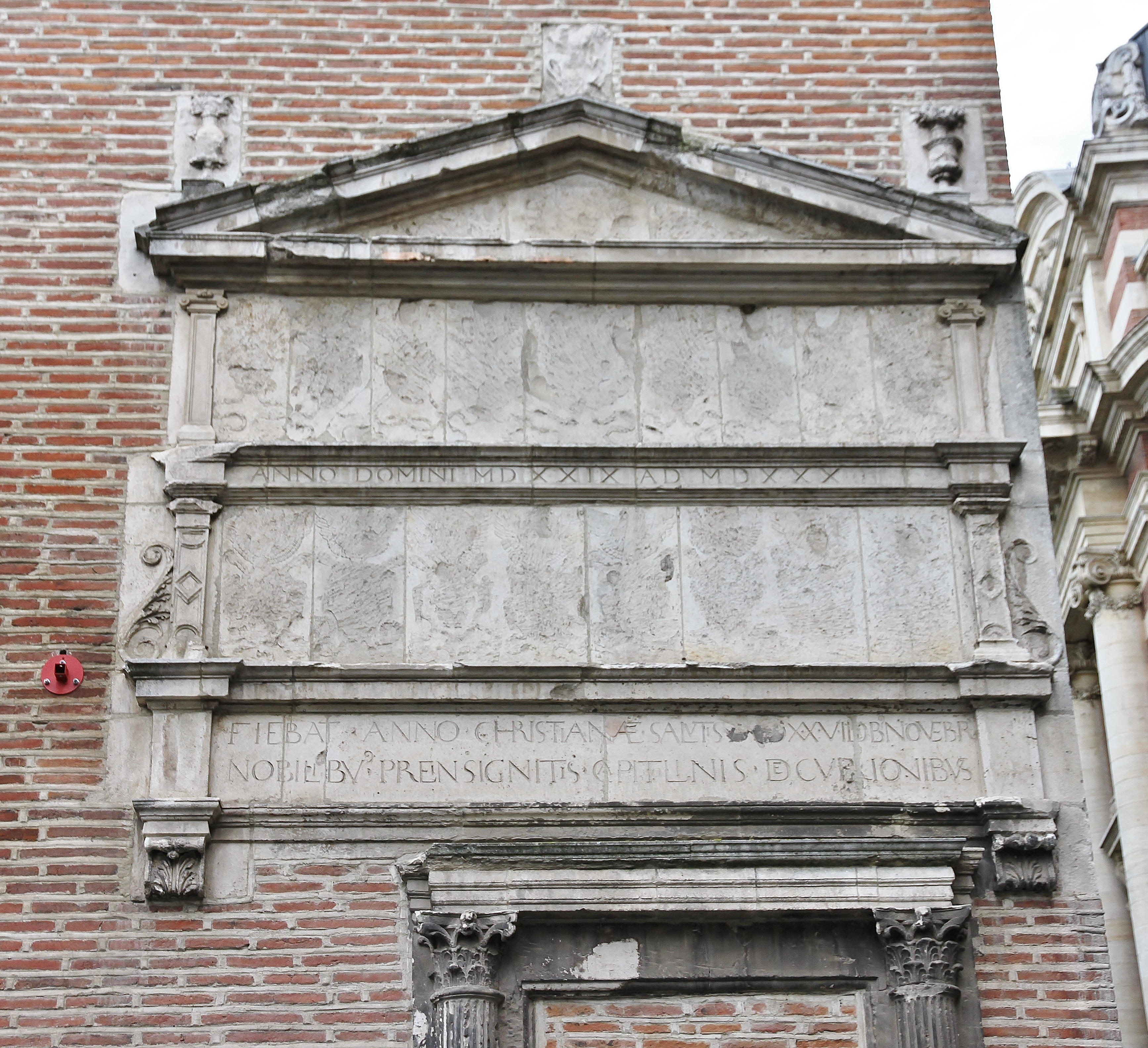
Inscripciones renacentistas en latín.